# Baggariddim
A Baggariddim a UB40 brit együttes albuma, amelyet 1985-ben adtak ki.

## Számok
1. "The King Step Mk.1"
2. "The Buzz Feeling"
3. "Lyric Officer Mk.2"
4. "Demonstrate"
5. "Two in a One Mk.1"
6. "Hold Your Position Mk.3"
7. "Hip Hop Lyrical Robot"
8. "Style Mk.4"
9. "Fight Fe Come in Mk.2"
10. "V's Version"
11. "Don't Break My Heart"
12. "I Got You Babe (Chrissie Hynde-vel)"
13. "Mi Spliff"